# Пастежовиці
Пастежовиці (пол. Pasterzowice, нім. Hirtendorf) — село в Польщі, у гміні Шпротава Жаґанського повіту Любуського воєводства.
Населення — 537 осіб (2011).
У 1975-1998 роках село належало до Зеленогурського воєводства.

## Демографія
Демографічна структура станом на 31 березня 2011 року:
|          | Загалом | Допрацездатний вік | Працездатний вік | Постпрацездатний вік |
| -------- | ------- | ------------------ | ---------------- | -------------------- |
| Чоловіки | 269     | 55                 | 198              | 16                   |
| Жінки    | 268     | 45                 | 171              | 52                   |
| Разом    | 537     | 100                | 369              | 68                   |